# Calochortus nuttallii
Espèce
Calochortus nuttallii est une espèce de plantes à fleurs de la famille des Liliaceae, originaire de l'ouest des États-Unis.

## Description morphologique

### Appareil végétatif
Cette plante se présente sous la forme d'une tige de 15 à 45 cm de hauteur, droite, peu garnie de feuilles. Ces feuilles sont longues, généralement de 5 à 10 cm, et très étroites, avec des bordures s'enroulant vers l'intérieur. Les parties souterraines comportent un bulbe.

### Appareil reproducteur

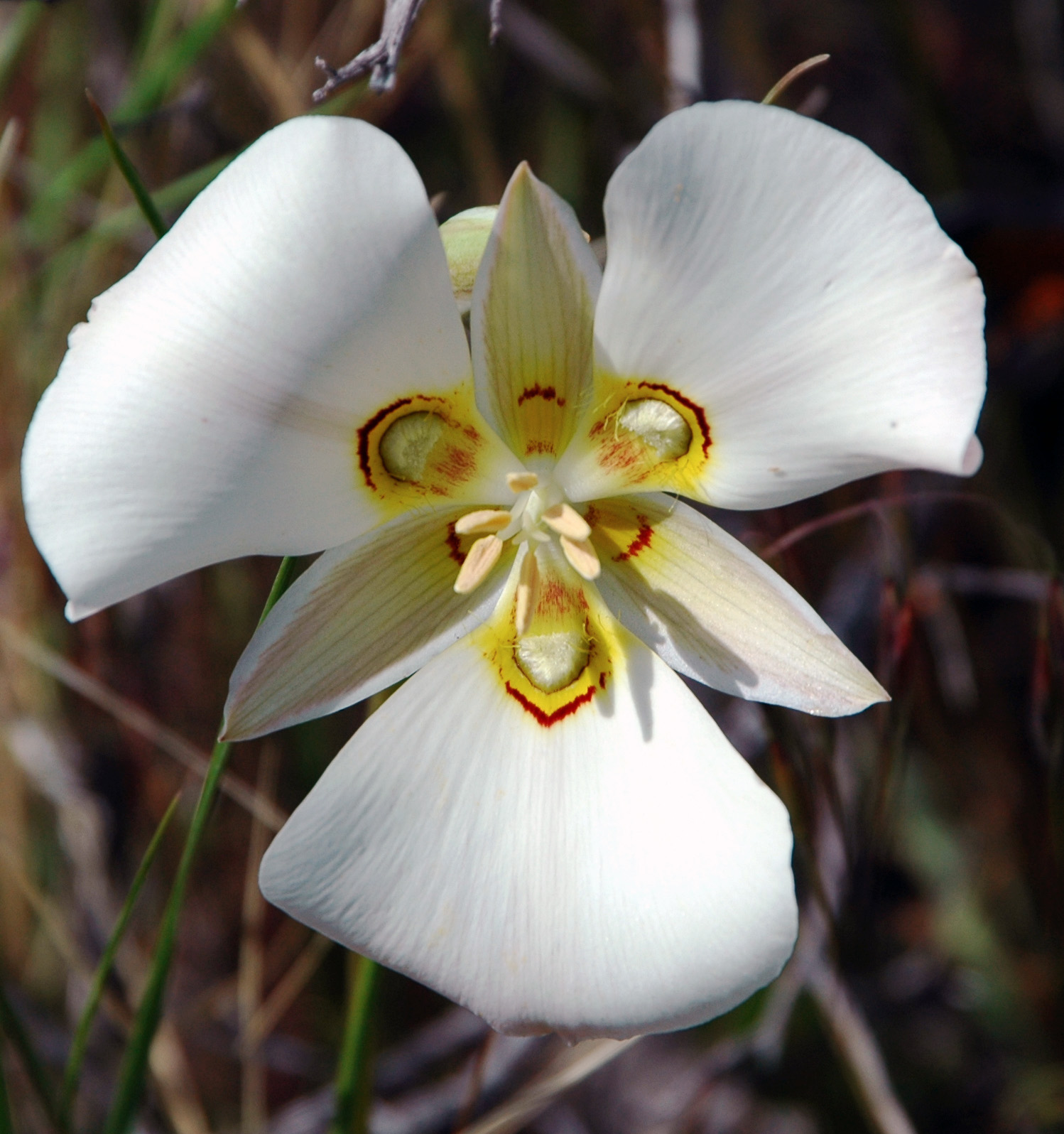
Détail d'une fleur de Calochortus nuttallii

La floraison a lieu entre mai et juin. La tige porte de 1 à 4 fleurs généralement blanches en forme de cloche, de 2,5 à 5 cm de diamètre chacune. Ces fleurs peuvent être légèrement ou fortement teintées de rouge-violacé. Le calice comporte 3 sépales lancéolés, légèrement rayés de rouge du côté externe. Chaque sépale, côté interne, comporte à la base une zone jaunâtre marquée d'arcs de cercle brun-rouge. La corolle est composée de 3 pétales blancs, larges, en forme d'éventail, qui alternent avec les sépales. Chaque pétale porte près de sa base un nectaire vert-jaune très visible, circulaire et précédé sur la base du pétale par une zone légèrement rayée de rouge. De l'autre côté, le nectaire est entouré de jaune vif, puis d'une ogive brune ou brun-rouge. L'androcée comprend 6 étamines jaunes.

## Répartition et habitat
Cette plante pousse sur les sols secs des plaines du sud-ouest des États-Unis, souvent au sein des associations végétales Artemisia tridentata ou Pinus-Juniperus.
Son aire de répartition s'étend, au nord, de l'est du Montana jusqu'à l'ouest du Dakota du Nord et vers le sud, de l'est de l'Idaho et du nord-ouest du Nebraska jusqu'au nord de l'Arizona et du Nouveau-Mexique.

## Calochortus nuttalliiet l'homme
Calochortus nuttallii est la fleur emblème de l'État de l'Utah. Le bulbe de cette plante fut consommé par les Amérindiens, mais aussi par les Mormons qui réservaient cette consommation pour les périodes de disette.